# Chiesa di San Nicola (Castiglione della Pescaia)
La chiesa di San Nicola era un edificio religioso situato a Castiglione della Pescaia.

## Storia
Di origini medievali, la chiesa è citata per la prima volta in un documento datato 1188, risultando suffraganea della pieve di San Giovanni Battista a Castiglione della Pescaia. L'esistenza e la funzionalità di questo edificio religioso sono testimoniate dalle Rationes Decimarum del tardo Duecento e degli inizi del Trecento, epoche in cui il luogo di culto risultava ancora alle dipendenze della medesima pieve. Al contrario, non si hanno notizie certe di questa chiese nelle epoche successive, risultando pertanto impossibile stabilire il periodo esatto in cui si è verificato l'abbandono dell'antico edificio religioso.
Della chiesa di San Nicola sono state perse completamente tutte le tracce già in epoca remota, tanto da essere difficile perfino l'identificazione di quella che era la sua esatta ubicazione in epoca medievale. Da un lato, è ipotizzabile infatti che il luogo di culto si trovasse nei pressi del Castello di Castiglione della Pescaia, dall'altro lato invece non è da escludere che l'edificio religioso sorgesse nella parte bassa del centro, attualmente occupata dal moderno abitato, che nell'epoca di costruzione della chiesa rientrava all'interno del perimetro delle antiche Mura Pisane.